# Пруниця Степан Юрійович
Пруниця Степан Юрійович (7 січня 1924, с. Велятино — 10 грудня 1997, Ужгород) — історик, краєзнавець, архівіст, громадський діяч, кандидат історичних наук (1972), учасник Другої світової війни.

## Біографія
Народився 7 січня 1924 року в Велятині Хустського району Закарпатської області, в бідній селянській багатодітній сім'ї. Батько працював на лісорозробках та інших сезонних роботах. З 1930 по 1933 роки в пошуках роботи їздив у Канаду, звідки повернувся, не знайшовши роботи.
У 1937 році після завершення навчання у сьомому класі народної школи у Велятині його зарахували відразу до другого класу Хустської гімназії, бо він склав екстерном іспити за перший. У червні 1944 року завершив навчання в гімназії.
На початку листопада 1944 року після визволення Закарпаття добровольцем вступив до чехословацького армійського корпусу в складі 4-го Українського фронту. Спочатку направлений до Гуменного, а потім до Стропкова у діючу армію. Після визволення Попрада його рекомендували на навчання в школу молодших командирів, по закінченню якої потрапив у мінометну роту третьої чехословацької піхотної бригади. У складі роти брав участь у боях на території Чехословаччини — від Словаччини до Моравії. Там він зустрів завершення Другої світової війни. Орден Вітчизняної війни II ступеня, яким був відзначений за мужність у боях, отримав у травні 1991 року.
У серпні 1945 року у військовому званні чотаря армії Чехословацької республіки був демобілізований і згідно заяви зарахований як людина із середньою гімназійною освітою студентом лісо-інженерного факультету Празького університету. У коротких спогадах вчений так згадував цей період: «Пригадую, як на мене подіяла звістка про те, що в Ужгороді відкривається університет. Демобілізувавшись з Чехословацької армії, після закінчення війни я поселився в м. Прага. Користуючись пільгами, як учасник війни, поступив у Празький університет, влаштувався в гуртожитку і отримав стипендію. Та звістка про відкриття університету у рідному краї мене настільки зворушила, що я, не вагаючись, покинув Прагу в надії, що мені поталанить стати студентом у тодішньому щойно возз'єднаному з Україною Закарпатті».
З 1946 по 1951 роки успішно навчався на історичному факультеті Ужгородського державного університету, попрацювавши перед тим, з вересня 1945 по серпень 1946 року податковим інспектором Хустського окружного фінансового відділу.
Під час навчання певний час працював науковим співробітником Закарпатського обласного державного архіву на півставки. Після закінчення університету був направлений на роботу в той же архів на посаду старшого наукового співробітника. З березня 1952 року по лютий 1953 року очолював архівний відділ Закарпатського обласного управління Міністерства внутрішніх справ (м. Ужгород; О. Довганич помилково вважає, що С. Ю. Пруниця працював у м. Берегове).
Згодом він знову повернувся на посаду старшого наукового співробітника обласного архіву і наукового співробітника партійного архіву Закарпатського обкому компартії України. В середині 1950-х років він ознайомився з документальними джерелами історичного минулого рідного краю і проявив активність у краєзнавчих дослідженнях.
Деякий час також працював пропагандистом в апараті Закарпатського обкому компартії України, а з 1967 по 1970 рік — на викладацькій роботі в університеті. 
З червня 1969 року по жовтень 1970 року у відрядженні в Чехословаччині, де працював оглядачем, а потім і керівником прес-групи при Посольстві Радянського Союзу у Чехословацькій республіці.
З листопада 1970 року по вересень 1978 року працював молодшим, а згодом старшим науковим співробітником Ужгородського академічного відділу історії країн Центральної і Південно-Східної Європи. З вересня 1978 року перебував на посаді старшого наукового співробітника Ужгородського відділення Інституту соціальних і економічних проблем АН УРСР. Переважно працював як науковець-дослідник та краєзнавець.
В останні роки життя працював відповідальним секретарем редколегії з підготовки документального видання «Звід пам'яток історії і культури Закарпаття». Одним із показових напрацювань у галузі памяткознавства стала його стаття «Оригінальна пам'ятка архітектурної творчості (Про Народну Раду в Ужгороді з нагоди 60-річчя введення в дію)».
Помер 10 грудня 1997 року і похований в Ужгороді.

## Особистість
У характеристиці від 15 липня 1967 року, підготовленій через перехід на викладацьку роботу в Ужгородський державний університет і підписаній секретарем Закарпатського обкому компартії України В. Бєлоусовим, так охарактеризовано здібності вченого: «Тов. Пруниця С. Ю. має безперечні дані для наукової роботи: глибокі знання, вміння працювати з літературою і першоджерелами, його наукові статті з історії робітничого руху на Закарпатті 20-30 років, що друкувалися в обласних виданнях, наукових записках Ужгородського державного університету, характерні глибоким проникненням в суть проблеми, самостійністю думки, чітким аналізом…».
В характеристиці на С. Ю. Пруницю від 20 жовтня 1970 року за підписом Посла СРСР у Чехословаччині, дипломата С. Червоненка, зазначено, що він «володіє добрими діловими здібностями, користується авторитетом в прес-групі і серед дипломатичних працівників».

## Наукова робота
Степан Пруниця став одним з перших на історичному факультеті Ужгородського державного університету аспірантом. Вивчав історію Закарпаття міжвоєнного періоду, особливу увагу приділяв соціально-економічним і суспільно-політичним питанням, широко залучав статистичні дані. Своєрідним прикладом такого підходу до досліджуваних проблем може бути стаття «До питання про характер економічної політики буржуазної Чехословаччини на Закарпатті». Зібрані і узагальнені ним матеріали лягли в основу дисертації з історії робітничого руху на Закарпатті, яку він захистив у 1971 році в Інституті історії Академії наук України і здобув науковий ступінь кандидата історичних наук.
Автор кількох монографій з історії Закарпаття, багатьох наукових статей і рецензій на історичні видання. Багато сил доклав до підготовки двох випусків «Історії міст і сіл Української РСР. Закарпатська область» (1969, 1982), був відповідальним секретарем обласної редколегії цього видання. Член-кореспондент НАН України І. М. Мельникова зауважила, що така «багатогранна та скрупульозна і самовіддана фахова робота, безсумнівно, могла б заслуговувати на докторську ступінь з історії». Ічений не тільки багаторазово зустрічався чи не з кожним із авторів видання, але й сам був автором чи співавтором деяких ґрунтовних нарисів. Наприклад, у випуску 1982 року він співавтор нарису про Закарпатську область, про село Береги Берегівського району, селище міського типу Перечин, село Невицьке Ужгородського району та селище міського типу Середнє Ужгородського району.
Краєзнавець, добре володіючи чеською мовою, опублікував науково-популярну біографічну книгу «Червоний сенатор», в якій подана розповідь про діяча революційного руху на Закарпатті у 20-30-тих років XIX сторіччя, депутата парламенту Чехословацької республіки від Підкарпатської Русі І. П. Локоту. У доробку вченого ґрунтовний нарис про закарпатця, Героя двох народів Степана Вайду, свого колишнього однокласника, який воював у роки Другої світової війни у чехословацькому корпусі генерала Людвіга Свободи.

## Нагороди
- За активну громадську роботу в січні 1968 року був відзначений Почесною грамотою Президії Верховної Ради УРСР, а в 1970 році — медаллю «За доблесну працю».
- У березні 1982 року отримав Почесну відзнаку першого ступеня Союзу чехословацько-радянської дружби «За визначну і заслужену працю».
- В листопаді 1995 року, як ветерана архівної справи, відповідального секретаря Зводу пам'яток культури Закарпатської області та з нагоди відзначення 50-річчя Державного архіву області, іченого нагороджено Почесною грамотою Закарпатської обласної ради.[5]